# Abisara strix
Abisara strix är en fjärilsart som beskrevs av Hans Fruhstorfer 1904. Abisara strix ingår i släktet Abisara och familjen Riodinidae. Inga underarter finns listade i Catalogue of Life.